# Daisetta
Daisetta è un centro abitato degli Stati Uniti d'America situato nella contea di Liberty dello Stato del Texas.
La popolazione era di 966 persone al censimento del 2010.

## Geografia fisica
Daisetta è situata a 30°06′52″N 94°38′34″W (30.114325, -94.642912).
Secondo lo United States Census Bureau, ha un'area totale di 1,5 miglia quadrate (3,9 km²).
Daisetta si trova su una cupola salifera. Nel 1969, nel 1981 e di nuovo nel 2008, si sono formate doline nella zona. La dolina del 1981, che nacque dalla più piccola del 1969, si pensa si sia formata da un crollo della cupola salifera e ora è un lago. La causa della dolina del 2008 non è ancora nota, ma si pensa sia dovuta ad un crollo della cupola su cui Daisetta si trova e c'è il sospetto che a causare ciò sia stata una società di perforazione petrolifera fuori della zona.

## Società

### Evoluzione demografica
Secondo il censimento del 2000, c'erano 1.034 persone, 369 nuclei familiari e 290 famiglie residenti nella città. La densità di popolazione era di 701,0 persone per miglio quadrato (269,7/km²). C'erano 413 unità abitative a una densità media di 280,0 per miglio quadrato (107,7/km²). La composizione etnica della città era formata dal 95,55% di bianchi, il 2,32% di afroamericani, l'1,16% di altre razze, e lo 0,97% di due o più etnie. Ispanici o latinos di qualunque razza erano il 2,13% della popolazione.
C'erano 369 nuclei familiari di cui il 39,6% aveva figli di età inferiore ai 18 anni, il 61,8% aveva coppie sposate conviventi, il 13,6% aveva un capofamiglia femmina senza marito, e il 21,4% erano non-famiglie. Il 19,5% di tutti i nuclei familiari erano individuali e l'11,4% aveva componenti con un'età di 65 anni o più che vivevano da soli. Il numero di componenti medio di un nucleo familiare era di 2,80 e quello di una famiglia era di 3,23.
La popolazione era composta dal 29,9% di persone sotto i 18 anni, l'8,5% di persone dai 18 ai 24 anni, il 29,4% di persone dai 25 ai 44 anni, il 19,7% di persone dai 45 ai 64 anni, e il 12,5% di persone di 65 anni o più. L'età media era di 33 anni. Per ogni 100 femmine c'erano 98,1 maschi. Per ogni 100 femmine dai 18 anni in giù, c'erano 92,3 maschi.
The median income for a household nella città era US28173 dollari e quello di una famiglia era di 33.281 dollari. I maschi avevano un reddito medio di 30.529 dollari contro i 17.396 dollari delle femmine. Il reddito pro capite era di 12.969 dollari. Circa il 14,7% delle famiglie e il 14,5% della popolazione erano sotto la soglia di povertà, incluso il 15,9% di persone sotto i 18 anni e il 19,0% di persone di 65 anni o più.